# The Joy Formidable
The Joy Formidable es una banda galesa de rock alternativo formada en 2007 en Mold, Flintshire. En la actualidad se encuentra afincada en Londres, Inglaterra. La banda está compuesta por Rhiannon "Ritzy" Bryan (voz principal, guitarra), Rhydian Dafydd (bajo, coros), y Matthew James Thomas (batería y percusión).

## Historia

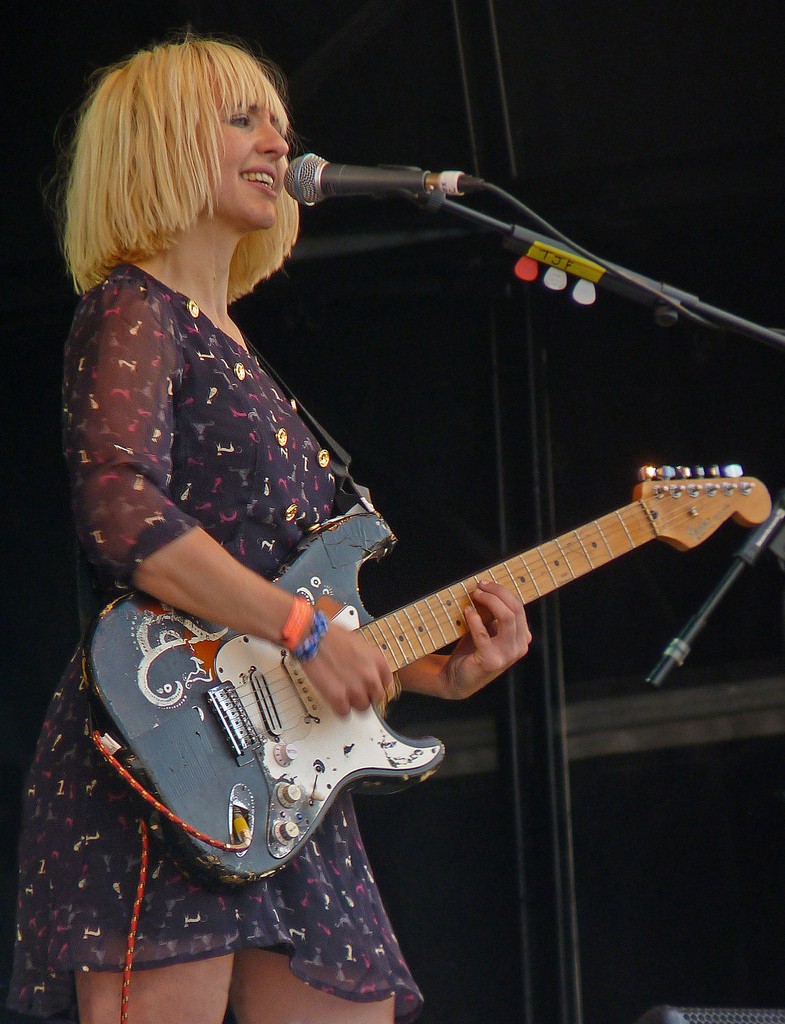
Ritzy Bryan actuando en Festival de Glastonbury en 2010

Ritzy Bryan y el bajista Rhydian Dafydd son amigos desde la infancia. Originalmente tocaron juntos como parte de la banda de Manchester, Tricky Nixon, tiempo después se reformó bajo el nombre Sidecar Kisses. No durarían mucho tiempo, y que se separaron en 2007 y se reagruparon, regresando a su ciudad natal galesa de Mold, y finalmente se formó The Joy Formidable con Justin Stahley en la batería. En julio de 2008 lanzaron su primer sencillo oficial, "Austere", seguido de un sencillo navideño, "My Beerdrunk Soul Is Sadder than a Hundred Dead Christmas Trees", como descarga digital de 2008, y "Cradle" en 2009, en doble vinilo de 7". En enero de 2009 su primer EP autoeditado, un A Balloon Called Moaning, fue lanzado en el Reino Unido.
En 2009 reemplazan a Justin Stahley por Matthew James Thomas. En abril de ese mismo año, firmaron con una nueva discográfica Black Bell Records, fundada por Ayad Al Adhamy, integrante de Passion Pit, para lanzar el EP A Balloon Called Moaning en los Estados Unidos. Éste obtuvo comentarios favorables por parte de NME, The Guardian, The Times, Spin y Pitchfork.

## Discografía

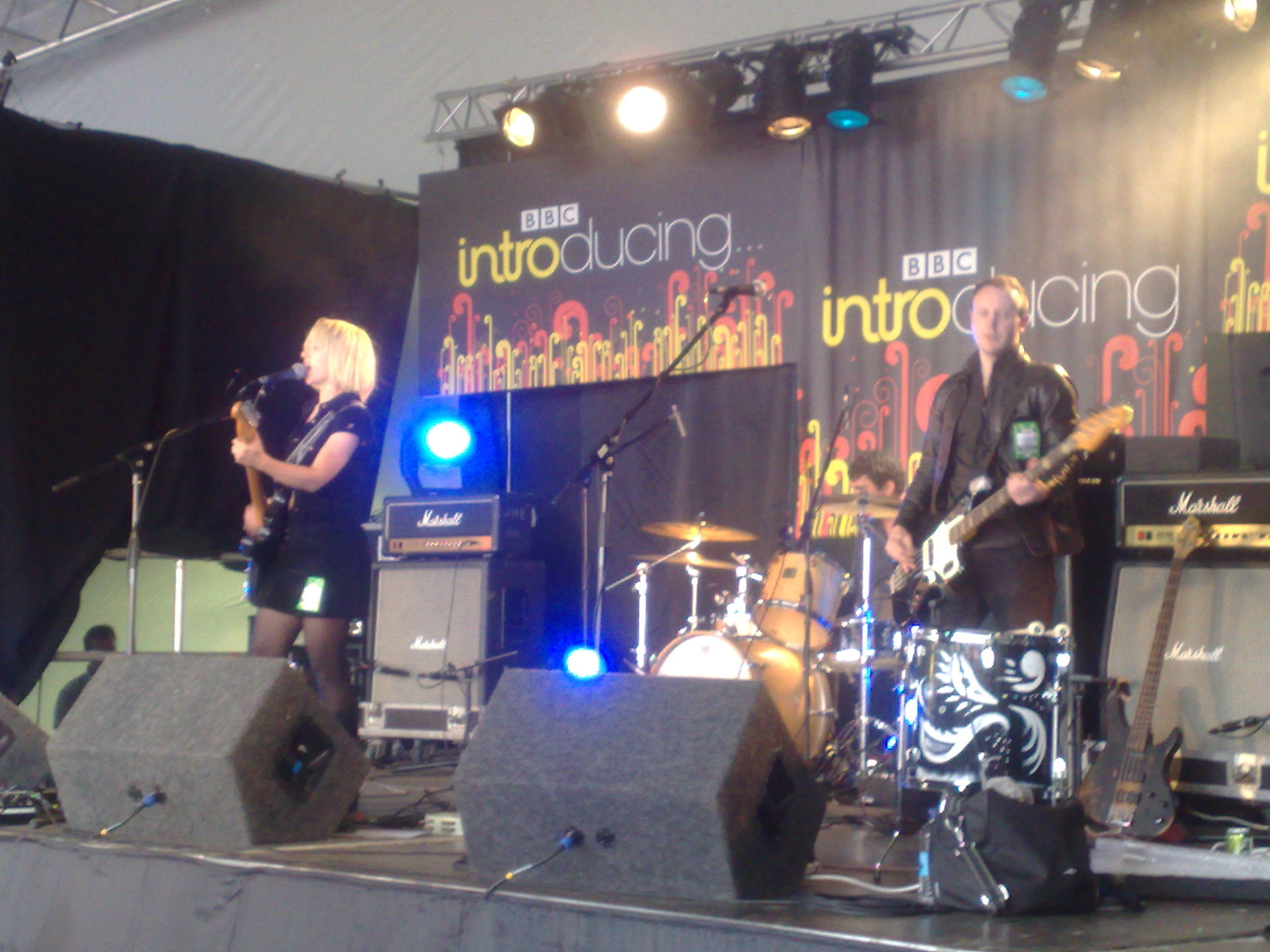
The Joy Formidable en la BBC Introducing escenario en el Festival de Reading en 2008

### Álbumes de estudio
| Año  | Álbum | Posicionamiento en listas | Posicionamiento en listas | Posicionamiento en listas |
| Año  | Álbum | UK                        | USA Heat                  | USA                       |
| ---- | --- | ------------------------- | ------------------------- | ------------------------- |
| 2011 | The Big Roar - Fecha de lanzamiento: 24 de enero de 2011 - Discográfica: Atlantic Records - Formatos: CD, descarga digital, vinilo                                                  | 31                        | 8                         | -                         |
| 2013 | Wolf's Law - Fecha de lanzamiento: 21 de enero de 2013 (Reino Unido) 22 de enero de 2013 (Estados Unidos) - Discográfica: Atlantic Records - Formatos: CD, descarga digital, vinilo | 41                        | -                         | 51                        |

- 2016: "Hitch"

### EPs
|                 | Álbum |
| --------------- | --- |
| 2008, 2009 2010 | A Balloon Called Moaning Edición Japonesa - Lanzamiento: diciembre de 2008 - Label: Rallye Records Edición Reino Unido - Lanzamiento: 19 de enero de 2009 - Label: Pure Groove Records Edición Estados Unidos - Lanzamiento: 4 de mayo de 2010 - Discográfica: Black Bell Records |
| 2011            | Roarities - Lanzamiento: septiembre de 2011. |
| 2011            | The Big More - Lanzamiento: octubre de 2011. |

### Sencillos
| Año  | Títulos                                                           | Posicionamiento en listas | Posicionamiento en listas | Posicionamiento en listas | Posicionamiento en listas | Álbum                    |
| Año  | Títulos                                                           | UK                        | CAN Alt                   | USA Alt                   | USA Rock                  | Álbum                    |
| ---- | ----------------------------------------------------------------- | ------------------------- | ------------------------- | ------------------------- | ------------------------- | ------------------------ |
| 2008 | "My Beerdrunk Soul Is Sadder Than a Hundred Dead Christmas Trees" | –                         | –                         | –                         | –                         | –                        |
| 2008 | "Austere" (Solo Vinilo)                                           | –                         | –                         | –                         | –                         | A Balloon Called Moaning |
| 2009 | "Cradle" (Solo Vinilo)                                            | –                         | –                         | –                         | –                         | A Balloon Called Moaning |
| 2009 | "Whirring" (Solo vinilo)                                          | –                         | –                         | –                         | –                         | A Balloon Called Moaning |
| 2010 | "Greyhounds in the Slips" (featuring Paul Draper)                 | –                         | –                         | –                         | –                         | –                        |
| 2010 | "Popinjay"                                                        | –                         | –                         | –                         | –                         | –                        |
| 2010 | "I Don't Want to See You Like This"                               | –                         | –                         | –                         | –                         | The Big Roar             |
| 2011 | "Austere" (relanzamiento)                                         | –                         | –                         | –                         | –                         | The Big Roar             |
| 2011 | "Whirring" (relanzamiento)                                        | –                         | 8                         | 7                         | 21                        | The Big Roar             |
| 2011 | "A Heavy Abacus"                                                  | –                         | –                         | 25                        | –                         | The Big Roar             |
| 2011 | "Cradle" (relanzamiento)                                          | –                         | –                         | –                         | –                         | The Big Roar             |
| 2012 | "Wolf's Law"                                                      | –                         | –                         | –                         | –                         | Wolf's Law               |
| 2012 | "Cholla"                                                          | –                         | –                         | –                         | –                         | Wolf's Law               |
| 2012 | "This Ladder Is Ours"                                             | –                         | –                         | 24                        | –                         | Wolf's Law               |
| 2012 | "A Minute's Silence"                                              | –                         | –                         | –                         | –                         |                          |

### Otros medios
- 2K Sports utiliza la canción «Austere» para su banda sonora MLB 2K12
- La canción «Little Blimp» fue utilizado por Criterion Games para la banda sonora de Need for Speed: Most Wanted.